# محمد سعید العطار
محمد سعید العطار (عربی: محمد سعيد العطار؛ ۲۶ نوامبر ۱۹۲۷ – ۲۰ نوامبر ۲۰۰۵) سیاستمدار اهل یمن بود. وی از ۹ مه ۱۹۹۴ تا ۶ اکتبر ۱۹۹۴، نخست‌وزیر موقت یمن بود.
محمد سعید العطار در ۲۰ نوامبر ۲۰۰۵، در سن ۷۷ سالگی در بیروت درگذشت.
وی همچنین برندهٔ جوایزی همچون لژیون دونور (شوالیه) شده‌است.